# 未来少年コナンII タイガアドベンチャー
『未来少年コナンII タイガアドベンチャー』（みらいしょうねんコナン ツー タイガアドベンチャー）は、1999年10月16日から2000年4月1日までTBSで全24話が放送されたテレビアニメ。

## 概要
『未来少年コナン』の後継作。超古代文明「オーバッツ」の謎を巡り少年たちが世界中を駆け巡る冒険活劇であり、坂巻貞彦によるオリジナルストーリーである。
『未来少年コナン2』 という企画は1980年代初頭から立ち上げられており宮崎駿がNHKでのTVシリーズ作品として準備した『海底世界一周』という企画があったが、頓挫し宮崎は後にその企画をスタジオジブリのアニメ映画『天空の城ラピュタ』に転用して作品化し、残された企画も『ふしぎの海のナディア』として作品化された為、本作は、「未来少年コナンの世界観をモチーフとした冒険―」として作品化された。その為直接の続編ではなく前作と同じなのは製作会社と、超磁力兵器などの両作品に共通した一部の単語、動きを強調したアニメーションになっていること。両作ともに関わっているスタッフは、監督の早川啓二などごく一部である。
特定の原作を持たない日本アニメーションの製作作品としては初めてアメコミ風のキャラクターデザインで登場人物らが描かれているがタイガやゴシュなど大塚康生の画風を意識したデザインで描かれている登場人物もいる。世界中を駆け巡るという点では『七つの海のティコ』に通ずる点があり、本作においても中盤でタイガたちが日本の久保教授を訪ねて京都に降り立つエピソードがある。
番組後期の第15話よりオープニングテーマが変更された際、作品名が『タイガアドベンチャー』へ改変されている。
本放送当時、全国同時ネット番組ではなく、ネットされたのはTBSと一部の系列局に留まった。2021年現在、TBS系列で放送された最後の日本アニメーション制作アニメでもある。
再放送はBS-iにて、2001年と、2003年・2004年（土曜日午前7時30分 - ）に行われている。2001年夏の再放送は、『未来少年コナン』と連続した時間枠（朝7時 - 8時）で行われた。
バンダイビジュアル (EMOTION) から、4話収録のビデオソフトが6巻発売されている。放送途中の番組名の変更に関わらず、全巻のパッケージには『未来少年コナンII』のタイトルが付された。本編終了後に本作と『未来少年コナン』のビデオソフトの宣伝が収録されている。

## ストーリー
少年タイガは考古学者の父に連れられ世界中の遺跡を飛び回っていた。ある日、とある遺跡で不思議なオーバッツ（オーパーツがモチーフ）を見つけ、科学者モア博士によってタイガは冒険の日々に巻き込まれてゆく。それを知った少女ティアナはタイガがオーバッツを盗んだと思い込み世界中を追いかけていくが、なぜかオーバッツは彼女に反応するのだった。そしてある時、南海の孤島に世捨て子同然のように暮らしていた少年ゴシュと知り合い冒険を共にしていく。謎の組織のエージェントのジョージとマイケルの追跡をかわしながらオーバッツの謎に挑むのだった。

## 登場人物
タイガ
声 - 日比野朱里
考古学者の父親がいる。モア博士に連れられて冒険の旅に出る。会話より先に行動する好奇心旺盛な少年。12歳前後。
ティアナ
声 - 中嶋ミチヨ
タイガと同じく考古学者の父親がいる。父を尊敬している。タイガと初めは険悪だったが後に親友となる。14歳前後。
ゴシュ
声 - 水田わさび
南海の孤島の密林にある「屋根にパラボラアンテナがある家」に住んでおり、信じる物と知識はテレビだけという偏りがある。過去の事で人間不信に陥っている。11歳前後。
モア博士
声 - 麦人
ダイノ博士とグライユ博士の師匠。タイガを冒険に連れ出した科学者。オーバッツの知識も豊富でタイガの危険な行為を止めようとする。大胆な説を唱えるので、学会からは異端視されている。
ジョージ
声 - 岸祐二
謎の組織のエージェント。懐から何でも取り出す。マイケルとコンビを組んでいるがいつも振り回されている。
マイケル
声 - 小和田貢平
謎の組織のエージェント。常に食べ物のことしか考えていない。
グライユ博士
声 - 松山鷹志
ティアナの父親。謎の組織のボスなのだが指導や指示はいつもシュナイダーが行なっている。
ダイノ博士
声 - 高橋広樹
タイガの父親。遺跡の発掘責任者。
シュナイダー
声 - 富沢美智恵
謎の組織の女性幹部。オーバッツの持つ力を人類の文明進化に利用しようとしている。
ノーグ
声 - 宮澤正
遺跡に忍び込み財宝を探る墓荒らし。モア博士を尊敬しており、相棒のジェイクと共にタイガたちに協力する。
ジェイク
声 - 竹本英史
遺跡に忍び込み財宝を探る墓荒らし。ノーグの相棒。
優人
声 - 石川大介
タイガとゴシュが日本で知り合った中学生。
オーバッツ
声 - 辻つとむ※最終話のみ
推定2万年前の遺跡から発見された謎の石像。石で出来ていると思われる体は、生きているかのように動く。初期の段階では鳥の形態だったが、体内にオーパーツを加えることにより、変化する。すべてが謎の存在である。オーバッツの動力に磁力が関与しているらしく、その研究から「超磁力兵器」が作られて、対オーバッツ戦に投入された。

## スタッフ
- 製作管理 - 中島順三
- 企画 - 佐藤昭司
- 原作 - 坂巻貞彦、アレグザンダー・ケイ「残された人びと」
- キャラクターデザイン・レイアウトチェック - 坂巻貞彦
- 音楽 - 淡海悟郎
- 美術設定 - 伊藤主計
- 美術監督 - 森元茂
- 色彩設計 - 大平敬志
- 音響監督 - 早瀬博雪
- 編集 - 名取信一
- プロデューサー - 田中伸明
- 監督 - 早川啓二
- 撮影監督 - 平田隆文、山口利明
- 編集助手 - 浜宇津妙子、中野一穂
- ネガ編集 - 上遠野英俊
- 音響制作 - 音響映像システム
- 整音 - 加藤竜一
- 効果 - 西村睦弘（フィズサウンドクリエイション）
- スタジオ - タバック
- タイトル - 道川昭
- 現像 - 東京現像所
- 制作デスク - 佐藤賢一
- 番組宣伝 - 田中瑞穂
- 製作 - TBS、日本アニメーション

## 主題歌
オープニングテーマ「スフィア」
作詞・作曲・編曲 - pal@pop / 歌 - 藤田陽子
オープニングテーマ「Birthday」
作詞 - 新井明子 / 作曲 - 上田知華 / 編曲 - 本山清治 / 歌 - 仲間由紀恵
エンディングテーマ「僕等の心臓」
作詞・作曲・編曲・歌 - 大久保海太

## 各話リスト
| 話数 | サブタイトル | 脚本     | 絵コンテ          | 演出              | 作画監督     | 放送日          |
| ---- | ------------ | -------- | ----------------- | ----------------- | ------------ | --------------- |
| 1    | 遺跡         | 三井秀樹 | 早川啓二          | 早川啓二          | 山崎秀樹     | 1999年 10月16日 |
| 2    | オーパーツ   | 三井秀樹 | 高木淳 早川啓二   | 花井信也          | 五月女浩一朗 | 10月23日        |
| 3    | 少女         | 三井秀樹 | 森田浩光          | 山崎友正          | 柳瀬譲二     | 10月30日        |
| 4    | 密林の少年   | 三井秀樹 | 高木淳 早川啓二   | 酒井伸次          | 山縣亜紀     | 11月6日         |
| 5    | 遭遇         | 三井秀樹 | 腰繁男            | 棚橋一徳          | 風間昭夫     | 11月13日        |
| 6    | 追撃         | 三井秀樹 | 高木淳            | 高木淳            | 山崎秀樹     | 11月20日        |
| 7    | 海底墓場     | 植田浩二 | 腰繁男            | 花井信也          | 五月女浩一朗 | 11月27日        |
| 8    | 解けた誤解   | 三井秀樹 | 笠山葉一          | 笠山葉一          | 柳瀬譲二     | 12月4日         |
| 9    | 急転         | 三井秀樹 | 秋山大作          | 秋山大作          | 山縣亜紀     | 12月11日        |
| 10   | 疑惑         | 植田浩二 | 上原秀明 早川啓二 | 上原秀明 早川啓二 | 佐藤好春     | 12月18日        |
| 11   | 井戸         | 三井秀樹 | 高木淳            | 高木淳            | 山崎秀樹     | 12月25日        |
| 12   | 涙           | 植田浩二 | 真名健斗          | 花井信也          | 五月女浩一朗 | 2000年 1月8日   |
| 13   | ティアナ     | 三井秀樹 | 森田浩光          | 山崎友正          | 柳瀬譲二     | 1月15日         |
| 14   | 日の国へ     | 三井秀樹 | 早川啓二          | 上原秀明          | 山崎秀樹     | 1月22日         |
| 15   | ヒイロガネ   | 三井秀樹 | 笠山葉一          | 早川啓二          | 山崎秀樹     | 1月29日         |
| 16   | ファントム   | 三井秀樹 | 高木淳 濁川淳     | 高木淳 濁川淳     | 才田俊次     | 2月5日          |
| 17   | 蜃気楼       | 植田浩二 | 笠山葉一          | 花井信也          | 五月女浩一朗 | 2月12日         |
| 18   | 予感         | 三井秀樹 | 森田浩光          | 山崎友正          | 柳瀬譲二     | 2月19日         |
| 19   | 目覚め       | 植田浩二 | 上原秀明          | 上原秀明          | 山崎秀樹     | 2月26日         |
| 20   | 声           | 三井秀樹 | 早川啓二          | 青鬼神一郎        | 風間昭夫     | 3月4日          |
| 21   | 迷走         | 三井秀樹 | 福島一三          | 福島一三          | 山崎秀樹     | 3月11日         |
| 22   | 彼方へ       | 植田浩二 | 福島一三          | 花井信也          | 五月女浩一朗 | 3月18日         |
| 23   | 希望         | 三井秀樹 | 森田浩光          | 山崎友正          | 柳瀬譲二     | 3月25日         |
| 24   | 未来         | 三井秀樹 | 早川啓二          | 早川啓二          | 山崎秀樹     | 4月1日          |